# Spinotarsus liberalis
Spinotarsus liberalis är en mångfotingart som först beskrevs av Carl Graf Attems 1928.  Spinotarsus liberalis ingår i släktet Spinotarsus och familjen Odontopygidae. Inga underarter finns listade i Catalogue of Life.